# Quadratura del cercle

La quadratura del cercle: les àrees d'aquest quadrat i aquest cercle són iguals. En 1882, es va demostrar que aquesta figura no pot ser construïda en un nombre finit de passos amb un regle i compàs.

La quadratura del cercle és un problema geomètric proposat per matemàtics de la Grècia clàssica. És el repte de fer la construcció amb regle i compàs d'un quadrat amb la mateixa àrea que un cercle donat utilitzant únicament un nombre finit de passos.
El 1882 es va demostrar que el problema era irresoluble, a conseqüència del teorema de Lindemann-Weierstrass que demostra que pi (π) és un nombre transcendent, en lloc de ser un nombre algebraic. És a dir, pi (π) no és l'arrel de cap polinomi amb coeficients racionals. Algunes dècades abans del 1882 es va demostrar que si π és un nombre transcendent, llavors la construcció amb regle i compàs seria impossible. No va ser fins a aquest any que es va demostrar que π és transcendent. Per tant, no es poden fer construccions geomètriques exactes de la quadratura del cercle. D'altra banda, és possible dibuixar una bona aproximació en un nombre finit de passos, a conseqüència del fet que existeixen nombres racionals tan a prop de π com vulguem.
D'una manera més abstracta aquest problema també es pot entendre de la següent manera. Donats uns determinats axiomes de la geometria euclidiana referents a l'existència de línies i cercles determinen aquests axiomes l'existència d'aquest quadrat?.

Algunes solucions falses aparentment reals van donar durant molt de temps falses esperances sobre la resolubilitat del problema. En aquest dibuix l'àrea de la figura ombrejada és igual a l'àrea del triangle ABC (trobat per Hipòcrates de Quios).

El terme  quadratura del cercle a vegades s'utilitzen com a sinònims per referir-se a l'aproximació per mètodes numèrics de l'àrea d'un cercle.

## Història

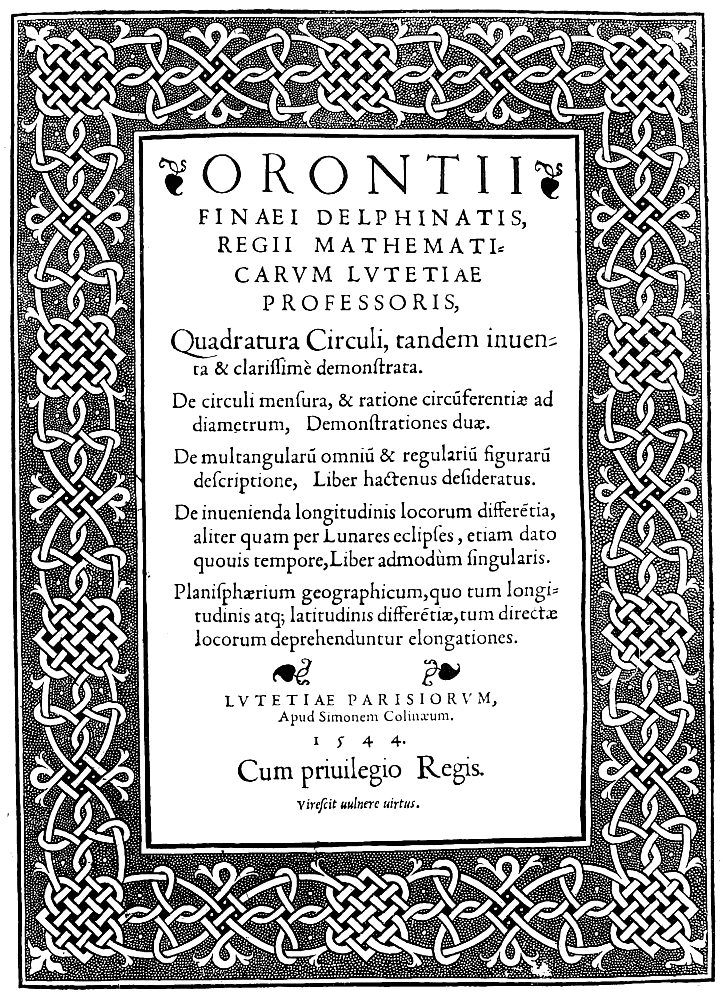
Oronce Finé, Quadratura circuli, 1544

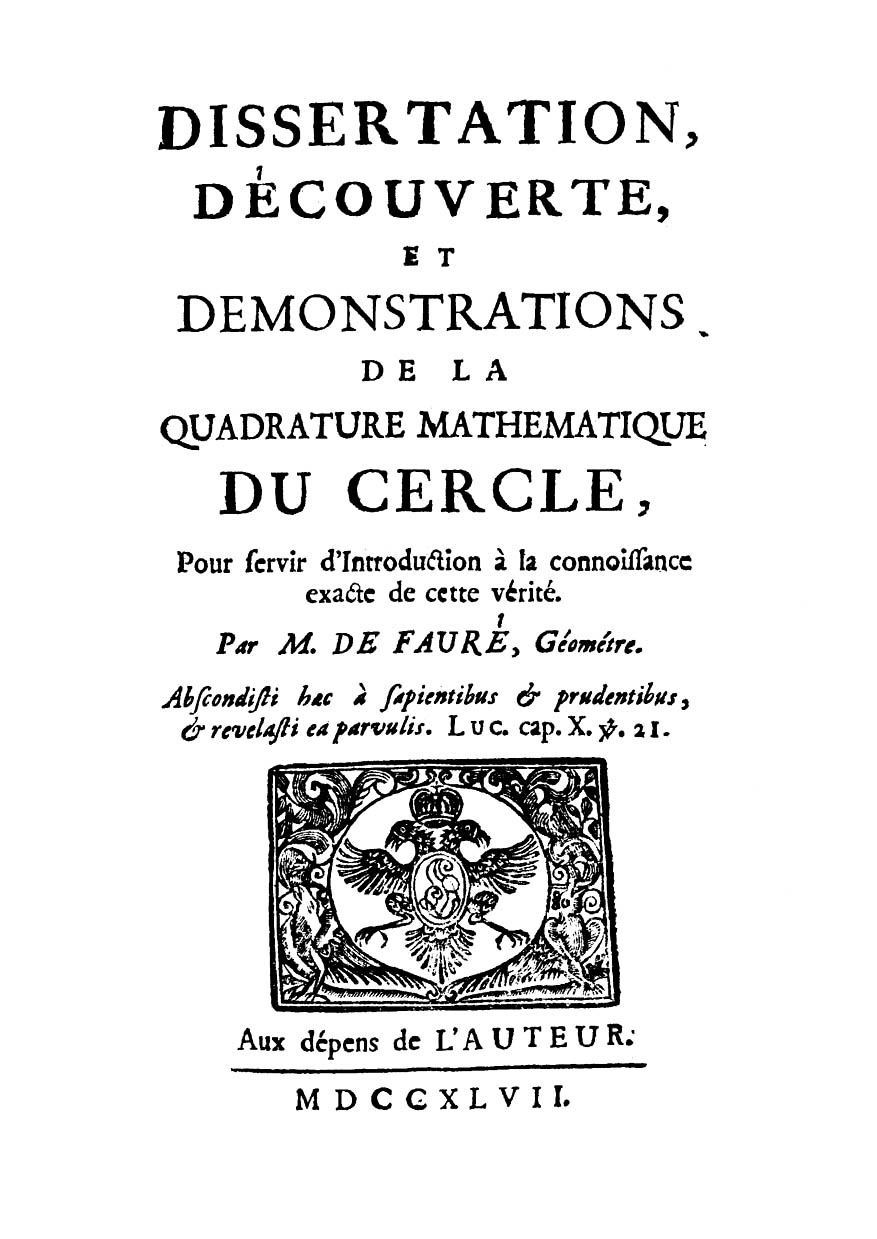
J. P. de Faurè, Dissertation, découverte, et demonstrations de la quadrature mathematique du cercle, 1747

Els matemàtics babilonis ja coneixien diferents mètodes per l'aproximació de l'àrea d'un cercle amb un quadrat. El papir egipci papir Rhind de 1800 aC dona l'àrea d'un cercle com a (64/81) d 2, on D és el diàmetre del cercle, i π és aproximat a 256/81, un nombre que apareix en els antics papirs matemàtics de Moscu i utilitzen aproximacions pel volum (és a dir, hekat). Els matemàtics indis també va trobar un mètode aproximat, encara que menys precís, documentat a la Sulba Sutra. Arquimedes va mostrar que el valor de π es troba entre 3 + 1/7 (aproximadament 3,1429) i 3 + 10/71 (aproximadament 3,1408).
Anaxàgores va ser el primer grec a qui s'associa el problema, qui va treballar-hi a la presó. Hipòcrates de Quios va quadrar algunes llunes, amb l'esperança que això li conduís a una solució. Antifont, el sofista, considera que la inscripció de polígons regulars dins d'un cercle i duplicar el nombre de parts omplirà l'àrea del cercle, i ja que un polígon pot ser quadrat, vol dir que el cercle pot ser quadrat. Fins i tot aleshores hi va haver escèptics; per exemple, Eudem (escriptor d'astronomia) postulava que les magnituds no es poden dividir indefinidament, per la qual cosa mai no s'assolirà l'àrea del cercle. Fins i tot s'esmenta el problema en l'obra teatral d'Aristòfanes Els ocells.
Es creu que Oenopides va ser el primer grec que requereix una solució utilitzant només un regle i compàs. James Gregory va intentar demostrar la seva impossibilitat a Vera Circuli et Hyperbolae Quadratura (la veritable quadratura del cercle i de la hipèrbola) el 1667. Encara que la seva prova és incorrecta, va ser el primer document per intentar resoldre el problema utilitzant les propietats algebraiques de π. No va ser fins a 1882 que Ferdinand von Lindemann va demostrar rigorosament la seva impossibilitat.

## Impossibilitat
Una extensió quadràtica d'un conjunt A de nombres són els nombres que es poden obtenir amb operacions d'extreure arrels quadrades dels nombres de A i operacions de sumar, restar multiplicar i dividir aplicades a parelles de nombres que, o bé són de A, o bé arrels quadrades de nombres de A.
El conjunt dels nombres que es poden construir amb regle i compàs (els nombres construïbles) són els nombres que es poden obtenir com un nombre finit d'extensions quadràtiques dels racionals.
Una generalització del conjunt de nombres construibles són els nombres definits per radicals, la definició és la mateixa d'abans però no només es permeten arrels quadrades sinó arrels de qualsevol índex racional (de fet amb arrels d'índex els nombres primers n'hi ha prou).
El conjunt dels nombres construïbles és un subconjunt propi dels nombres definits per radicals, és a dir que hi ha nombres definits per radicals que no són construïbles, com per exemple {\displaystyle {\sqrt {3}}}, però tots els nombres construïbles són definits per radicals.
Els nombres reals que són arrels dels polinomis amb coeficients racionals s'anomenen nombres algebraics. El teorema d'Abel-Ruffini demostra que hi ha nombres algebraics que no són definits per radicals, però tots els nombres definits per radicals són algebraics.
Els nombres que no són algebraics s'anomenen transcendents.
La solució del problema de la quadratura del cercle amb regle i compàs exigeix la construcció del nombre {\displaystyle {\sqrt {\pi }}}, i la impossibilitat d'aquesta construcció es dedueix del fet que π és un nombre transcendent (no algebraic i, per tant, no construïble). Si el problema de la quadratura del cercle es resol utilitzant només regle i compàs i, a continuació, es troba un valor algebraic de π, s'arriba a un absurd. Johann Heinrich Lambert conjectura en 1768 que π és transcendent en el mateix document que va demostrar la seva irracionalitat. No va ser fins al 1882 que Ferdinand von Lindemann va demostrar la seva transcendència (com a corol·lari del teorema de Lindemann-Weierstrass).
És possible construir un quadrat amb una àrea arbitràriament propera a la d'un cercle donat. Si es fa servir un nombre racional com una aproximació de π, llavors és possible obtenir la quadratura del cercle com a funció dels valors escollits. Tanmateix, això només és una aproximació i no compleix les limitacions de les antigues normes per a resoldre el problema. Diversos matemàtics han demostrat procediments factibles basats en una varietat d'aproximacions.
Flexibilitzant les normes en permetre un nombre infinit d'operacions amb regle i compàs o mitjançant la realització de les operacions sobre determinats espais no euclidians també fa que la quadratura del cercle sigui possible. Per exemple, encara que el cercle no pot ser quadrat en l'espai euclidià, pot ser-ho en l'espai de Gauss-Bolyai-Lobachevski (espai de geometria hiperbòlica).
Tingueu en compte que la transcendència de π implica tant la impossibilitat d'"encerclar" exactament el quadrat, com la de quadrar exactament el cercle.

## Construccions aproximades modernes
Malgrat que la quadratura del cercle és un problema impossible utilitzant únicament regle i compàs, es poden donar aproximacions a la quadratura del cercle mitjançant la construcció d'aproximacions de π.
Només cal un mínim de coneixements de geometria elemental per convertir qualsevol aproximació racional de π en una construcció amb regle i compàs. Malgrat això les construccions fetes d'aquesta manera tendeixen a ser molt llargues en comparació amb l'exactitud que es pot assolir. Després que es va demostrar la irresolubilitat del problema, alguns matemàtics van aplicar el seu enginy per trobar aproximacions elegants a la quadratura del cercle.
Entre les construccions aproximades modernes Ernest William Hobson el 1913 (vegeu el seu llibre). Aquesta va ser una construcció molt precisa que es basa en la construcció el valor aproximat de 3.14164079 ..., que té una precisió de 4 decimals.
El matemàtic indi Srinivasa Ramanujan en 1913, C. D. Olds el 1963, Martin Gardner el 1966, i Benjamin Bold el 1982 va donar totes les construccions geomètriques de
{\displaystyle {\tfrac {355}{113}}=3.1415929203539823008\dots }
que és exacta a 6 decimals de π.

Construcció aproximada de Kochański

Construcció aproximada de Kochański

Srinivasa Ramanujan el 1914 va trobar una construcció amb regle i compàs que era equivalent a agafar la següent aproximimació de π 
{\displaystyle \left(9^{2}+{\frac {19^{2}}{22}}\right)^{1/4}={\sqrt[{4}]{\frac {2143}{22}}}=3.1415926525826461252\dots }
donant la notable aproximació de 8 xifres decimals correctes de π.
El 1991, Robert Dixon va donar construccions per 
{\displaystyle {\frac {6}{5}}(1+\varphi )} i {\displaystyle {\sqrt {{40 \over 3}-2{\sqrt {3}}\ }}}
(aproximació de Kochański), però aquestes eren aproximacions bones fins a la 4a xifra decimal de π.

## La quadratura o integració
El problema de trobar l'àrea sota una corba, coneguda com a integració en càlcul o quadratura d'anàlisi numèrica, es coneix com a quadratura abans de la invenció del càlcul. Abans d'aparèixer el càlcul infinitesimal es pressuposa que una quadratura s'ha de fer a través de construccions geomètriques, és a dir, per regle i compàs. Per exemple, Newton va escriure a Oldenberg en 1676 "Crec que al senyor Leibniz no li desagradarà el teorema del començament de la meva carta pag. 4 per quadrar geomètricament línies corbes". (èmfasi afegit)  Després que Newton i Leibniz inventessin el càlcul, encara es fa referència a aquest problema d'integració com la quadratura (rectificació) d'una corba.

## "La quadratura del cercle" com una metàfora
La impossibilitat de resoldre la quadratura del cercle s'ha utilitzat de manera metafòrica per a descriure l'esperança de resoldre un problema que és o sembla impossible.
Per exemple, en català, l'expressió "descobrir la quadratura del cercle" ("vostè ha descobert la quadratura del cercle") s'utilitza sovint per fer veure a algú que està equivocat quan afirma que ha trobat una solució simple a un problema difícil o impossible.